# CD Возничего
CD Возничего (лат. CD Aurigae) — одиночная переменная звезда в созвездии Возничего на расстоянии (вычисленном из значения параллакса) приблизительно 10825 световых лет (около 3319 парсеков) от Солнца. Видимая звёздная величина звезды — от менее +16,5m до +12,6m.

## Характеристики
CD Возничего — красная пульсирующая переменная звезда, мирида (M) спектрального класса M6/7. Эффективная температура — около 3284 К.